# Michael Davidson
Michael Davidson (Nueva Jersey, 1963) es un cantante, compositor y fotógrafo estadounidense.

## Biografía
Nacido en Nueva Jersey, Davidson fichó por Sire Records por recomendación de Andy Warhol, después de que ambos se conocieran durante una visita mutua a Francia. Davidson consiguió el contrato discográfico tras presentar una serie de canciones que había coescrito, entre ellas su tema más conocido, "Turn It Up".
La canción fue producida por Stock Aitken Waterman y Phil Harding y se convirtió en un éxito dance en 1987, y apareció en la película de Madonna Who's That Girl. A diferencia de la película, la banda sonora se convirtió en un gran éxito internacional, pasando muchas semanas en el Top 10 de Estados Unidos, Europa y Asia. Publicado el 21 de julio de 1987, el álbum vendió casi 5 millones de copias en todo el mundo. The Washington Post describió la canción como "irritantemente banal" y a su cantante como "uno de los protegidos fotogénicos de Madonna".
En 1989 publicó un segundo sencillo, "Warehouse", pero Davidson fue descartado por Warner Bros. durante un periodo de recorte de gastos en la discográfica, y su álbum nunca llegó a publicarse. A partir de entonces, Davidson se dedicó a la fotografía artística.